# Batman (Provinz)
Batman (kurmandschi Êlih) ist eine Provinz in der Südost-Türkei, nördlich des Dicle (Tigris). Nördlich liegt die Provinz Muş, westlich Diyarbakır, östlich Bitlis und Siirt und südlich Mardin. Sie ist nach dem Fluss Batman benannt. Provinzhauptstadt ist die größte, gleichnamige Stadt Batman. Sie belegt knapp 72 % der Provinzbevölkerung.
Die Provinz entstand im Mai 1990 durch das Gesetz Nr. 3647. Hierbei wurden drei Landkreise von der östlicher gelegenen Provinz Siirt (Beşiri, Kozluk und Sason), die restlichen drei Landkreise von der südlicher gelegenen Provinz Mardin abgetrennt. Die Provinz Batman umfasst in sechs Landkreisen elf Gemeinden (Belediye) und 288 Dörfer (Köy).

## Verwaltungsgliederung
Die Provinz ist in Landkreise (auch Bezirke, İlçe) gegliedert. Ihre Namen lauten auf kurdisch:
| - Batman (kurd. Êlih) - Beşiri (kurd. Qubîn) - Gercüş (kurd. Kercos oder Kercews) | - Hasankeyf (kurd. Hesenkêf oder Heskîf) - Kozluk (kurd. Hezo) - Sason (kurd. Qabilcewz) |

| Kreis- code 1  | Landkreis      | Fläche 2 (km²) | Bevölkerung (2020) 3 | Bevölkerung (2020) 3       | Anzahl der Einheiten   | Anzahl der Einheiten  | Anzahl der Einheiten | Dichte (Ew./km²) | städt. Anteil (in %) | Sex Ratio 4 | Grün- dungs- da- tum 5, 6 |
| Kreis- code 1  | Landkreis      | Fläche 2 (km²) | Landkreis (İlçe)     | Verwal- tungssitz (Merkez) | Gemein- den (Belediye) | Stadt- viertel (Mah.) | Dörfer (Köy)         | Dichte (Ew./km²) | städt. Anteil (in %) | Sex Ratio 4 | Grün- dungs- da- tum 5, 6 |
| -------------- | -------------- | -------------- | -------------------- | -------------------------- | ---------------------- | --------------------- | -------------------- | ---------------- | -------------------- | ----------- | ------------------------- |
| 1174           | Batman Merkez  | 653            | 471.498              | 445.874                    | 2                      | 49                    | 33                   | 684,7            | 95,78                | 993         | 1990                      |
| 1184           | Beşiri         | 809            | 29.962               | 9.901                      | 2                      | 8                     | 53                   | 37,0             | 44,74                | 953         |                           |
| 1345           | Gercüş         | 914            | 19.660               | 6.093                      | 2                      | 6                     | 58                   | 21,5             | 42,19                | 978         | 1926                      |
| 1941           | Hasankeyf      | 293            | 7.284                | 4.055                      | 1                      | 6                     | 21                   | 24,9             | 55,67                | 975         | 1990                      |
| 1487           | Kozluk         | 1.101          | 61.100               | 27.299                     | 2                      | 30                    | 69                   | 55,5             | 49,28                | 987         | 1938                      |
| 1607           | Sason          | 706            | 30.774               | 12.627                     | 2                      | 36                    | 54                   | 43,6             | 49,55                | 941         |                           |
| PROVINZ Batman | PROVINZ Batman | 4.477          | 620.278              |                            | 11                     | 135                   | 288                  | 138,5            | 84,27                | 987         |                           |

## Städte
In der Provinz gibt es 11 Städte (Belde/Belediye). 2013 verlor Hisar (Kreis Gercüş) diesen Status und wurde wieder zu einem Dorf zurückgestuft. Die nachfolgende Tabelle zeigt die Einwohnerzahlen Ende 2020, die dazugehörigen Landkreise, die Anzahl der Stadtviertel (Mahalle) und die zur Kommunalwahl gewählten Bürgermeister (mit Parteizugehörigkeit).

Die Türkische Statistik listet selten die Bevölkerung der Städte (Belde/Belediye) auf, sondern eher die der Stadtviertel (Mahalle). Fett markierte Städte sind die Hauptorte (Merkez) der Landkreise.
| Stadt       | Landkreis | Einwohner 2020 | Anzahl Mahalle | Bürgermeister (Partei)  |
| ----------- | --------- | -------------- | -------------- | ----------------------- |
| Balpınar    | Merkez    | 5.739          | 4              | Hüseyin Geylani (AKP)   |
| Batman      | Merkez    | 445.874        | 45             | Mehmet Demir (HDP)      |
| Bekirhan    | Kozluk    | 2.813          | 5              | Gülistan Sönük (HDP)    |
| Beşiri      | Beşiri    | 9.901          | 5              | Sait Karabulut (SAADET) |
| Gercüş      | Gercüş    | 6.093          | 4              | Gündüz Günaydın (AKP)   |
| Hasankeyf00 | Hasankeyf | 4.055          | 6              | Abdulvahap Kusen (AKP)  |
| İkiköprü    | Beşiri    | 3.503          | 3              | Hatice Taş (HDP)        |
| Kayapınar   | Gercüş    | 2.201          | 2              | Samir Özhan (SAADET)    |
| Kozluk      | Kozluk    | 27.299         | 25             | Nazime Avcı (HDP)       |
| Sason       | Sason     | 12.627         | 28             | Muzaffer Arslan (AKP)   |
| Yücebağ     | Sason     | 2.623          | 8              | Abdullah Bil (AKP)      |

## Dörfer
Die Zahl der Dörfer (Köy) in der Provinz stieg in 20 Jahren von 262 (2000) auf 288. Bei einer Dorfbevölkerung von 97.550 Einwohnern (15,73 % der Provinzbevölkerung) entspricht dies einer Durchschnittsbevölkerung pro Dorf von 339 Einwohnern. Dieser errechnete Wert reicht pro Dorf im Kreis von Hasankeyf (154) bis zum zentralen Kreis Batman (306 Einw. pro Dorf). Das größte Dorf liegt im zentralen Kreis der Provinzhauptstadt (Binatlı mit 2540), während das kleinste Dorf (Serinköy, 11 Einw.) im Kreis Gercüş liegt. Es gibt 14 Dörfer, die mehr als 1.000 Einwohner haben. Sieben liegen im zentralen Kreis, vier im Kreis Kozluk und drei im Kreis Beşiri.

## Bevölkerung
In der Provinz leben mehrheitlich Kurden. Daneben gibt es Zazas sowie Türken. In Batman gibt es noch, vor allem im Norden, ein paar turkmenische Alevitendörfer. Der überwiegende Teil der Bevölkerung gehört dem Sunniten Islam an. Alevitische Muslime gibt es unter den Zazas und den Turkmenen. Jesiden bilden eine weitere Glaubensgemeinschaft, doch die meisten Jesiden sind aus Batman weggezogen. Gercüş verfügt seit Jahrhunderten über eine beträchtliche Anzahl von Mhallami. Die Dörfer und Kleinstädte Kayapınar, Yenice und Yolağzı verfügen über eine große arabische Bevölkerung.

### Bevölkerungsentwicklung am Jahresende
Zum Zensus 2011 betrug das Durchschnittsalter in der Provinz 19,3 Jahre (Landesdurchschnitt: 29,6), wobei die weibliche Bevölkerung durchschnittlich 0,7 Jahre älter als die männliche war (19,7 — 19,0).

Nachfolgende Tabelle zeigt die jährliche Bevölkerungsentwicklung am Jahresende nach der Fortschreibung durch das 2007 eingeführte adressierbare Einwohnerregister (ADNKS). Außerdem sind die Bevölkerungswachstumsrate und das Geschlechterverhältnis (Sex Ratio d. h. Anzahl der Frauen pro 1000 Männer) aufgeführt.

Der Zensus von 2011 ermittelte 520.883 Einwohner, das sind über 64.000 Einwohner mehr als beim Zensus 2000.

| Jahr  | Bevölkerung am Jahresende | Bevölkerung am Jahresende | Bevölkerung am Jahresende | Wachstums- rate der Be- völkerung (in %) | Geschlechter verhältnis (Frauen auf 1000 Männer) | Rang (unter den 81 Provinzen) |
| Jahr  | gesamt                    | männlich                  | weiblich                  | Wachstums- rate der Be- völkerung (in %) | Geschlechter verhältnis (Frauen auf 1000 Männer) | Rang (unter den 81 Provinzen) |
| ----- | ------------------------- | ------------------------- | ------------------------- | ---------------------------------------- | ------------------------------------------------ | ----------------------------- |
| 2020  | 620.278                   | 312.137                   | 308.141                   | 1,91                                     | 987                                              | 34                            |
| 2019  | 608.659                   | 306.261                   | 302.398                   | 1,60                                     | 987                                              | 35                            |
| 2018  | 599.103                   | 301.413                   | 297.690                   | 2,37                                     | 988                                              | 36                            |
| 2017  | 585.252                   | 293.843                   | 291.409                   | 1,45                                     | 992                                              | 36                            |
| 2016  | 576.899                   | 290.479                   | 286.420                   | 1,81                                     | 986                                              | 37                            |
| 2015  | 566.633                   | 284.866                   | 281.767                   | 1,62                                     | 989                                              | 38                            |
| 2014  | 557.593                   | 280.002                   | 277.591                   | 1,83                                     | 991                                              | 38                            |
| 2013  | 547.581                   | 275.136                   | 272.445                   | 2,50                                     | 990                                              | 39                            |
| 2012  | 534.205                   | 268.941                   | 265.264                   | 1,85                                     | 986                                              | 39                            |
| 2011  | 524.499                   | 263.901                   | 260.598                   | 2,80                                     | 987                                              | 40                            |
| 2010  | 510.200                   | 255.502                   | 254.698                   | 2,45                                     | 997                                              | 40                            |
| 2009  | 497.998                   | 250.612                   | 247.386                   | 2,55                                     | 987                                              | 40                            |
| 2008  | 485.616                   | 244.981                   | 240.635                   | 2,78                                     | 982                                              | 40                            |
| 2007  | 472.487                   | 236.314                   | 236.173                   | —                                        | 999                                              | 42                            |
| 20001 | 456.734                   | 23.0711                   | 226.023                   |                                          | 980                                              | 45                            |

1 Zensus 2000

### Bevölkerungszahlen der Landkreise
Die Werte von 1990 und 2000 basieren auf den Volkszählungen, die restlichen (2007–2018) sind Bevölkerungsangaben am Jahresende, ermittelt durch die Fortschreibung im 2007 eingeführten Einwohnerregister (ADNKS)
| Landkreis   | 1990    | 2000    | 2007    | 2008    | 2009    | 2010    | 2011    | 2012    | 2013    | 2014    | 2015    | 2016    | 2017    | 2018    | 2019    | 2020    |
| ----------- | ------- | ------- | ------- | ------- | ------- | ------- | ------- | ------- | ------- | ------- | ------- | ------- | ------- | ------- | ------- | ------- |
| Merkez      | 168.779 | 272.787 | 315.964 | 324.402 | 341.025 | 355.151 | 370.705 | 381.990 | 395.005 | 408.248 | 419.253 | 429.665 | 439.667 | 447.106 | 460.905 | 471.498 |
| Beşiri      | 34.358  | 33.106  | 31.649  | 32.282  | 30.774  | 30.184  | 30.342  | 30.303  | 31.177  | 30.327  | 30.129  | 30.411  | 29.199  | 30.445  | 29.667  | 29.962  |
| Gercüş      | 33.002  | 31.994  | 25.549  | 26.111  | 24.049  | 23.330  | 22.771  | 22.183  | 21.840  | 20.862  | 20.278  | 19.995  | 19.214  | 20.484  | 19.892  | 19.660  |
| Hasankeyf00 | 11.690  | 7.493   | 7.207   | 7.412   | 6.935   | 6.796   | 6.637   | 6.702   | 6.748   | 6.509   | 6.374   | 6.370   | 6.393   | 6.724   | 6.859   | 7.284   |
| Kozluk      | 64.427  | 74.635  | 60.888  | 62.114  | 62.570  | 62.095  | 61.587  | 61.552  | 61.129  | 61.001  | 60.691  | 60.691  | 60.933  | 61.437  | 60.375  | 61.100  |
| Sason       | 32.413  | 36.719  | 31.230  | 33.295  | 32.645  | 32.644  | 32.457  | 31.475  | 31.682  | 30.646  | 29.908  | 29.767  | 29.846  | 32.907  | 30.911  | 30.774  |
| Toplam      | 344.669 | 456.734 | 472.487 | 485.616 | 497.998 | 510.200 | 524.499 | 534.205 | 547.581 | 557.593 | 566.633 | 576.899 | 585.252 | 599.103 | 608.659 | 620.278 |

### Volkszählungsergebnisse 1990
Nachfolgende Tabelle gibt einen Überblick über die erste Volkszählung (am 21. Oktober 1990) nach Gründung der Provinz.
| Landkreis      | Dörfer | Gemeinden | Bevölkerung 21.10.1990 | Stadt- bevölkerung | Land- bevölkerung | Fläche km² | Dichte Einw./km² |
| -------------- | ------ | --------- | ---------------------- | ------------------ | ----------------- | ---------- | ---------------- |
| Besiri         | 54     | 1         | 34.358                 | 5.219              | 29.139            | 889        | 39               |
| Kozluk         | 63     | 1         | 64.427                 | 22.499             | 41.928            | 1.058      | 61               |
| Sason          | 29     | 1         | 32.413                 | 6.041              | 26.372            | 750        | 43               |
| Batman         | 29     | 1         | 168.779                | 147.347            | 21.432            | 615        | 274              |
| Gercüş         | 57     | 2         | 33.002                 | 8.116              | 24.866            | 1.062      | 31               |
| Hasankeyf      | 21     | 1         | 11.690                 | 4.399              | 7.291             | 320        | 37               |
| Provinz Batman | 253    | 7         | 344.669                | 193.621            | 151.048           | 4.694      | 73               |

## Wirtschaft
Die Provinz Batman ist das Zentrum der türkischen Erdölindustrie, die Erdölraffinerie wurde 1955 gegründet. Eine 494 km lange Pipeline verbindet Batman mit İskenderun am Mittelmeer. In der Landwirtschaft wird hauptsächlich Baumwolle produziert. Es besteht eine Eisenbahnverbindung nach Diyarbakır und Elazığ.
Zu den Sehenswürdigkeiten gehören das Imam-Abdullah-Kloster und die Brücken von Camiü‘r Rızk und Hasankeyf.

## Persönlichkeiten
- Karapetê Xaço (1900 oder 1903 bzw. 1908–2005), armenischer Sänger und Musiker
- Ahmet Güneştekin (* 1966), Künstler
- Selim Temo (* 1972), Schriftsteller und Übersetzer
- Keskin Bayındır (* 1984), Politiker und Lehrer